# Coreani
I coreani sono un gruppo etnico dell'Asia orientale originario della Corea e della Manciuria meridionale. La maggior concentrazione di coreani è nei due stati di Corea del Nord e Corea del Sud. I coreani sono considerati il quindicesimo gruppo etnico più grande del mondo. Sono anche una minoranza etnica ufficialmente riconosciuta in altri paesi asiatici, come Cina, Giappone, Kazakistan e Uzbekistan. Essi formano anche comunità considerevoli in Europa, in particolare in Russia, Germania, Regno Unito e Francia. Nel corso del XX secolo si sono formate comunità coreane anche in Stati Uniti, Canada ed Australia.
Nel 2020 sono stati registrati circa 7,5 milioni di coreani residenti al di fuori della Corea.

## Storia
Si pensa che i coreani siano i discendenti di un antico popolo della Manciuria che si stabilì nella Corea settentrionale durante l'Età del Bronzo e che ebbe legami con il popolo giapponese.
Secondo la maggior parte dei linguisti e degli archeologi studiosi della Corea arcaica, le prime basi della lingua coreana furono gettate in Manciuria, nei pressi del fiume Liao. Successivamente, le popolazioni già presenti nella Corea settentrionale iniziarono ad espandersi più a sud, sostituendo e assimilando i parlanti giapponesi e probabilmente causando la migrazione dei Yayoi.

### Storia Moderna
Attorno agli anni '60 del XIX secolo iniziò una migrazione su larga scala del popolo coreano, principalmente verso l'Estremo oriente russo e verso la Manciuria.
Durante dominio nipponico, i coreani furono spesso reclutati o costretti a servire l'impero, nella Prefettura di Karafuto e nel Manchukuo; coloro che decisero di rimanere in Giappone alla fine della Seconda guerra mondiale divennero noti come Zainichi.

### Demografia

#### Corea del Sud
Nel giugno 2012 la popolazione della Corea del Sud ha raggiunto i 50 milioni e alla fine del 2016 ha superato i 51 milioni di persone. Dagli anni 2000 in Corea del Sud si è registrato un basso tasso di natalità, portando alcuni ricercatori a suggerire che se le attuali tendenze demografiche dovessero mantenersi, la popolazione del paese si ridurrà a circa 38 milioni di abitanti verso la fine del XXI secolo. Nel 2018, la fertilità in Corea del Sud è tornata ad essere un argomento di dibattito internazionale dopo che è stato registrato il più basso tasso di natalità nel mondo.

#### Corea del Nord
Stimare le dimensioni, il tasso di natalità, il rapporto tra i sessi e la struttura per età della popolazione della Corea del Nord è stato estremamente difficile. Il rilascio dei dati ufficiali nel 1989 è stata l'ultima pubblicazione ufficiale a divulgare i dati sulla popolazione, preceduta dall'Annuario centrale della Corea del Nord Annuario Centrale della Corea del Nord del 1963. Dopo il 1963 i demografi hanno utilizzato metodi diversi per stimare la popolazione: o hanno desunto il totale dal numero di delegati eletti all'Assemblea popolare suprema (ogni delegato rappresentava 50.000 persone prima del 1962 e 30.000 persone dopo) o si sono basati su dichiarazioni ufficiali secondo cui un certo numero di persone, o percentuale della popolazione, era impegnato in una particolare attività. Sulla base delle osservazioni fatte dal presidente Kim Il-sung nel 1977 sulla frequenza scolastica, la popolazione quell'anno era calcolata in 17,2 milioni di persone. Nel corso degli anni '80, le statistiche sanitarie, inclusa l'aspettativa di vita e le cause di mortalità, sono state gradualmente rese disponibili al mondo esterno.
Nel 1989, il Ufficio Centrale della Statistica ha rilasciato dati demografici al Fondo delle Nazioni Unite per la popolazione al fine di garantire l'assistenza dell'UNFPA nello svolgimento del primo censimento nazionale della Corea del Nord dall'istituzione dello stato nel 1948. Sembra tuttavia che, in linea con altri tentativi di apertura al mondo esterno, il regime nordcoreano si sia un po' aperto anche sulla cessione di informazioni quanto ai dati demografici. Sebbene nel paese manchino demografi qualificati, le autorità nordcoreane hanno a disposizione dati accurati sulla registrazione delle famiglie, sulla migrazione, sulle nascite e sui decessi. Secondo lo studioso statunitense Nicholas Eberstadt e il demografo Brian Ko, le statistiche e le informazioni personali sui residenti sono conservate da agenzie a livello ri ("villaggio", l'unità amministrativa locale) nelle aree rurali e nel dong ("distretto" o " blocco") nelle aree urbane.

## Lingua
Il coreano utilizza l'Hangul come sistema di scrittura principale.
L'uso dell'Hanja venne gradualmente meno nella penisola coreana: oltre ad essere mantenuto da un ristretto gruppo di società mediatiche sudcoreane (per lo più conservatrici), l'Hanja viene utilizzato esclusivamente per scopi accademici, storici e religiosi. L'alfabeto latino è il sistema di scrittura secondario de facto in Corea del Sud, in particolare per le parole importate da altre lingue, ed è ampiamente utilizzato nella comunicazione quotidiana e ufficiale. Ci sono più di 78 milioni di parlanti della lingua coreana in tutto il mondo.